# Sanford Konikoff
Sanford Konikoff (nebo také Sandy Konikoff) je americký bubeník. Počátkem roku 1966 se stal členem skupiny The Hawks, ze které později vznikla kapela The Band. V roce 1966 odehrál turné spolu se skupinou The Band a Bobem Dylanem. V roce 1969 se stal členem skupiny Grinder's Switch písničkáře Garlanda Jeffreyse; se skupinou v roce 1970 vydal jedno studiové album a skupina rovněž hrála na albu Johna Calea nazvaném Vintage Violence. Během své kariéry pracoval s mnoha hudebníky i jako studiový hudebník; patří mezi ně například B. B. King, Albert King nebo Marc Benno.
Jeho přítelkyní byla pozdější zpěvačka Debbie Harry, která v té době pracovala jako servírka v klubu Max's Kansas City.

## Diskografie
- Taj Mahal (Taj Mahal, 1968)
- Penny's Arcade (Penny Nichols, 1968)
- Gentle Soul (Pamela Polland, 1968)
- Running, Jumping, Standing Still („Spider“ John Koerner & Willie Murphy, 1969)
- Vintage Violence (John Cale, 1970)
- Mad Dogs & Englishmen (Joe Cocker, 1970)
- Marc Benno (Marc Benno, 1970)
- Garland Jeffreys and Grinder's Switch (Garland Jeffreys & Grinder's Switch, 1970)
- Jesse Davis (Jesse Davis, 1970)
- Feel Your Groove (Ben Sidran, 1971)
- Roger Tillison's Album (Roger Tillison, 1971)
- Booker T. & Priscilla (Booker T. Jones & Priscilla Jones, 1971)
- Motel Shot (Delaney & Bonnie & Friends, 1971)
- Lovejoy (Albert King, 1971)
- L.A. Midnight (B. B. King, 1972)